# Trimethylboraat
Trimethylboraat is het trimethylester van boorzuur, met als brutoformule C3H9BO3. Het is een kleurloze, vluchtige vloeistof met een karakteristieke geur. Trimethylboraat is een hydrolysegevoelige verbinding, die zich in water snel omzet tot boorzuur en methanol.

## Synthese
De reactie van methanol met boorzuur in aanwezigheid van een katalysator, is de conventionele manier om trimethylboraat te bereiden. Het gaat hier om een evenwichtsreactie, die door in geschikte reactiecondities te werken, naar één richting verschoven kan worden:
{\displaystyle {\ce {H3BO3 + CH3OH -> B(OCH3)3 + 3H2O}}}
Een andere, minder geschikte en omslachtiger mogelijkheid is om uit boortribromide en methanol het trimethylboraat te maken.

## Eigenschappen en toepassingen
In de organische chemie wordt trimethylboraat veel gebruikt om boorzuren te maken: dit zijn veelgebruikte verbindingen bij de Suzuki-reactie. Een organometaalverbinding, veelal een Grignard-reagens, maar ook organolithiumverbindingen, worden in reactie met trimethylboraat gebracht, waarna boorzuren verkregen worden, zoals in onderstaande reactie fenylboorzuur:
{\displaystyle {\ce {B(OCH3)3 + C6H5MgBr -> C6H5B(OCH3)2 + CH3OMgBr}}}
{\displaystyle {\ce {C6H5B(OCH3)2 + H2O -> C6H5B(OH)2 + CH3OH}}}
Bij verbranding van de vloeistof is de kleur van de vlam duidelijk groen, een eigenschap die soms in de analytische chemie gebruikt wordt om methanol of boorzuur aan te tonen. Bij secundaire alcoholen is deze vlamkleuring minder duidelijk.
Toepassingen van trimethylboraat zijn te vinden bij de productie van antioxidanten, houtconserveringsmiddelen, katalysatoren voor olefine, polymerisatie en vlamvertragers.